# Dorfkirche Prützke

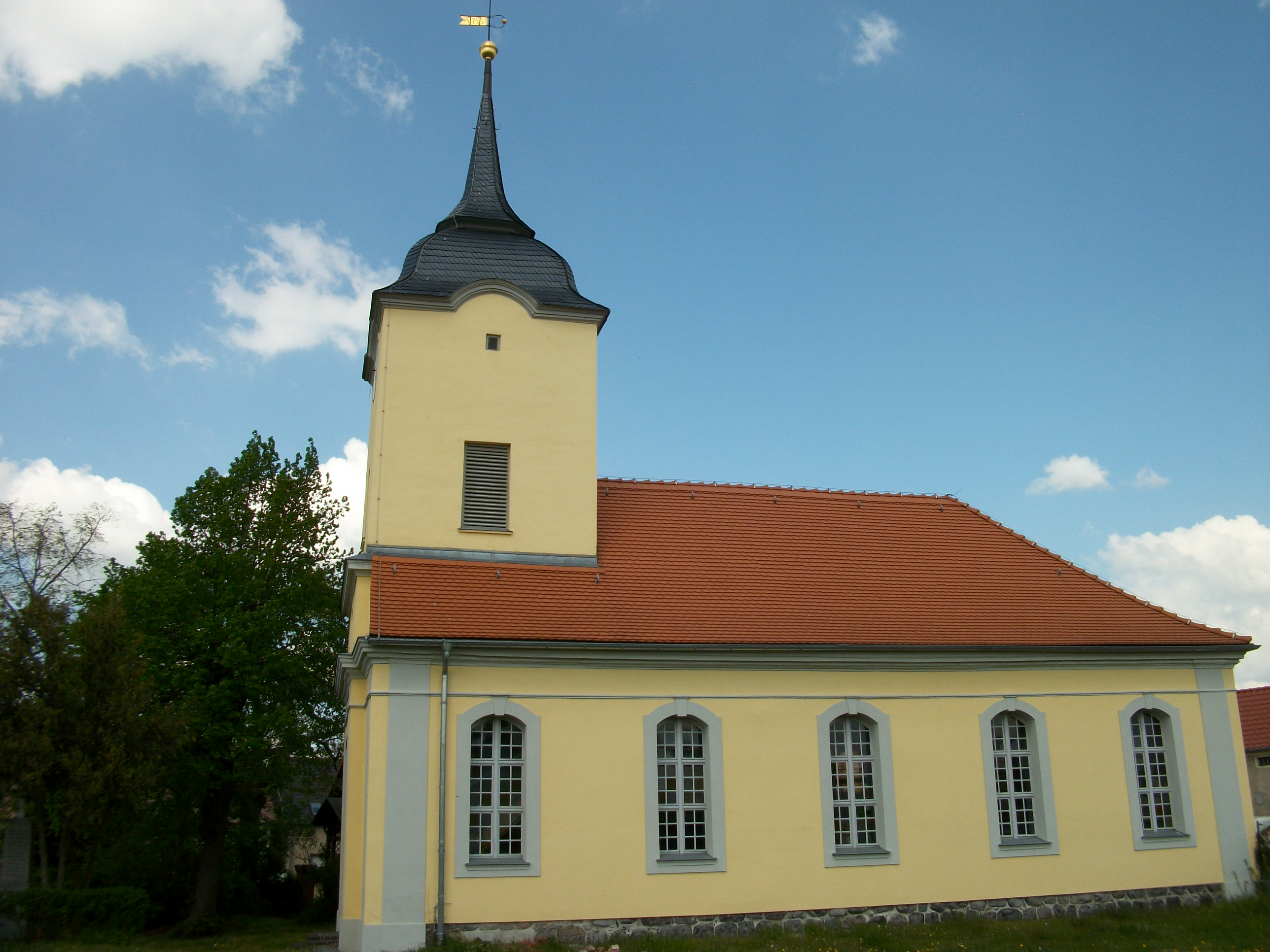
Dorfkirche Prützke

Die evangelische, denkmalgeschützte Dorfkirche Prützke steht in Prützke, einem Ortsteil der Gemeinde Kloster Lehnin im Landkreis Potsdam-Mittelmark von Brandenburg. Die Kirche gehört zum Kirchenkreis Mittelmark-Brandenburg der Evangelischen Kirche Berlin-Brandenburg-schlesische Oberlausitz.

## Beschreibung
Die Saalkirche mit fünf Fensterachsen wurde um 1300 als Feldsteinkirche errichtet und 1747 barock umgebaut. Aus dieser Zeit stammen die jetzigen Fenster, der Dachturm aus verputztem Holzfachwerk über dem Risalit in der Mitte der Fassade im Westen des Langhauses und die Gliederung des Putzes. Die beiden spitzbogigen Portale auf der Nordseite wurden vermauert, das in der Mitte, also zum alten Dorf gewandte, diente ursprünglich der Kirchengemeinde, das im Osten war die Priesterpforte. An ihrer Stelle wurde in der mittleren Achse der Nordseite anstelle eines Fensters ein rechteckig gerahmtes Portal mit einem Ochsenauge darüber eingebaut.
Eine Renovierung des Innenraums nach Vorgaben des Kirchenbaurats Winfried Wendland erfolgte 1953. Er wurde mit einer verputzten Flachdecke überspannt, die von Vouten gerahmt ist. Der Altar wurde neu gestaltet und hinter ihm unter Einbeziehung des Annexes im Osten eine Sakristei eingerichtet. Die Kanzel wurde südlich des Altars auf den Boden gestellt, um einen Raum für die Konfirmanden und die Orgel auf der Empore zu schaffen. Die Orgel wurde 1957 von der Alexander Schuke Potsdam Orgelbau gebaut. Unter der Empore wurde ein Gemeinderaum mit einer gläsernen Wand abgeteilt. Nachdem sich der ursprünglich spitze Helm des Dachturms stark nach Osten geneigt hatte, wurde er entfernt und der Dachturm 1967/68 durch ein Bauteil aus Beton und Holzfachwerk erneuert. Außerdem wurde ihm eine barocke, schiefergedeckte Glockenhaube aufgesetzt. Der alte Glockenstuhl mit einer 1899 gegossenen Kirchenglocke blieb erhalten, ebenso die um 1900 gebaute Turmuhr.